# Paragymnopteris bipinnata
Paragymnopteris bipinnata är en kantbräkenväxtart som först beskrevs av Christ, och fick sitt nu gällande namn av K. H. Shing. Paragymnopteris bipinnata ingår i släktet Paragymnopteris och familjen Pteridaceae. Utöver nominatformen finns också underarten P. b. auriculata.